# Дубровка (Зеленоградський район)
Дубровка (рос. Дубровка, нім. Regehnen) — селище Зеленоградського району, Калінінградської області Росії. Входить до складу Ковровського сільського поселення.
Населення — 177 осіб (2015 рік).

## Населення
| 2002 | 2010 |
| ---- | ---- |
| 157  | ↗177 |